# Francis Bourgeois

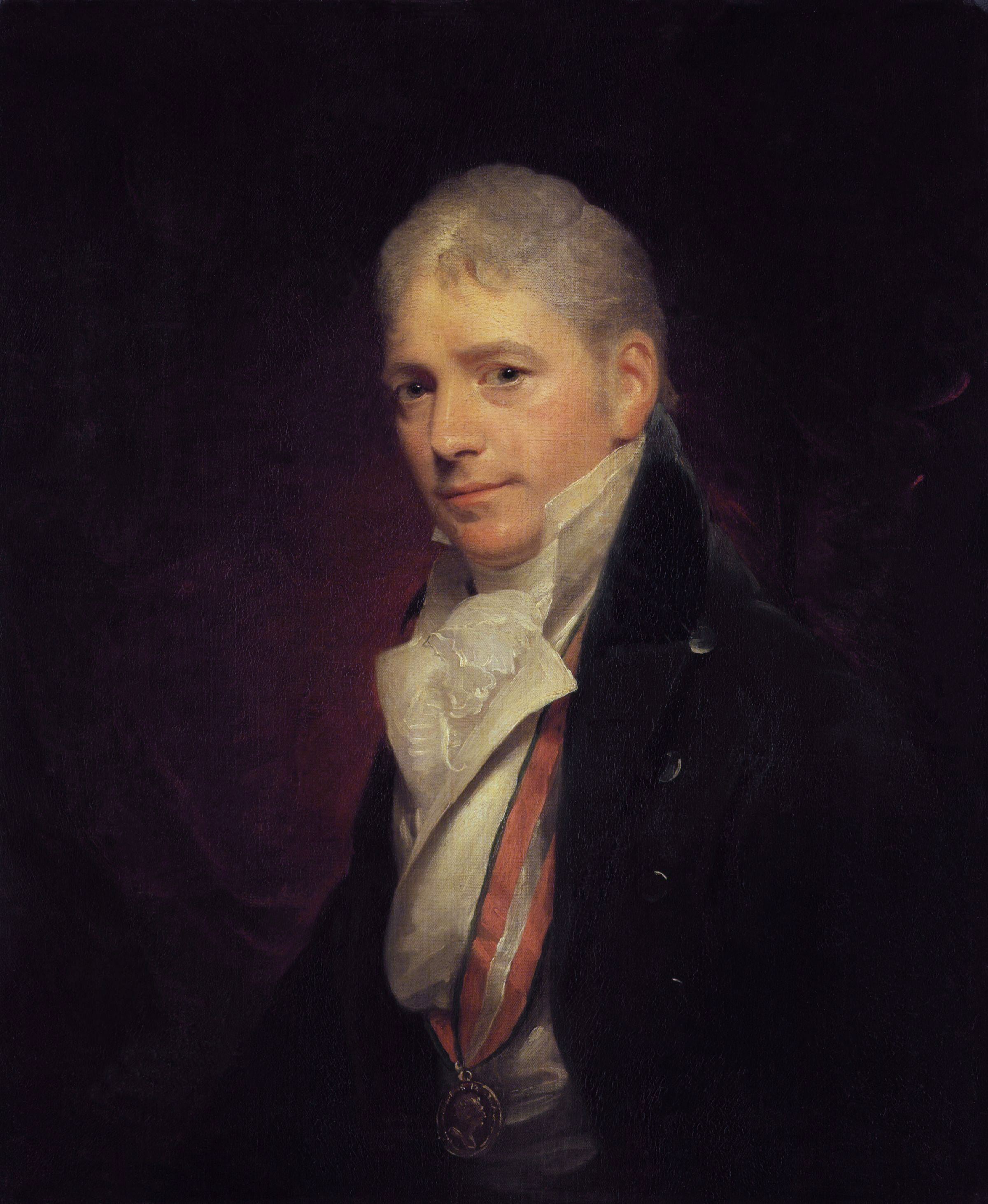
Sir Peter Francis Bourgeois, Gemälde vom Sir William Beechey (1753–1838)

Sir Peter Francis Bourgeois  RA (* November 1756 in London, England; † 8. Januar 1811 in London) war ein englischer Landschaftsmaler und bedeutender englischer Kunsthändler im ausgehenden 18. Jahrhundert. Zusammen mit Noël Desenfans legte er den Grundstock für die Sammlung der Dulwich Picture Gallery in London.

## Leben

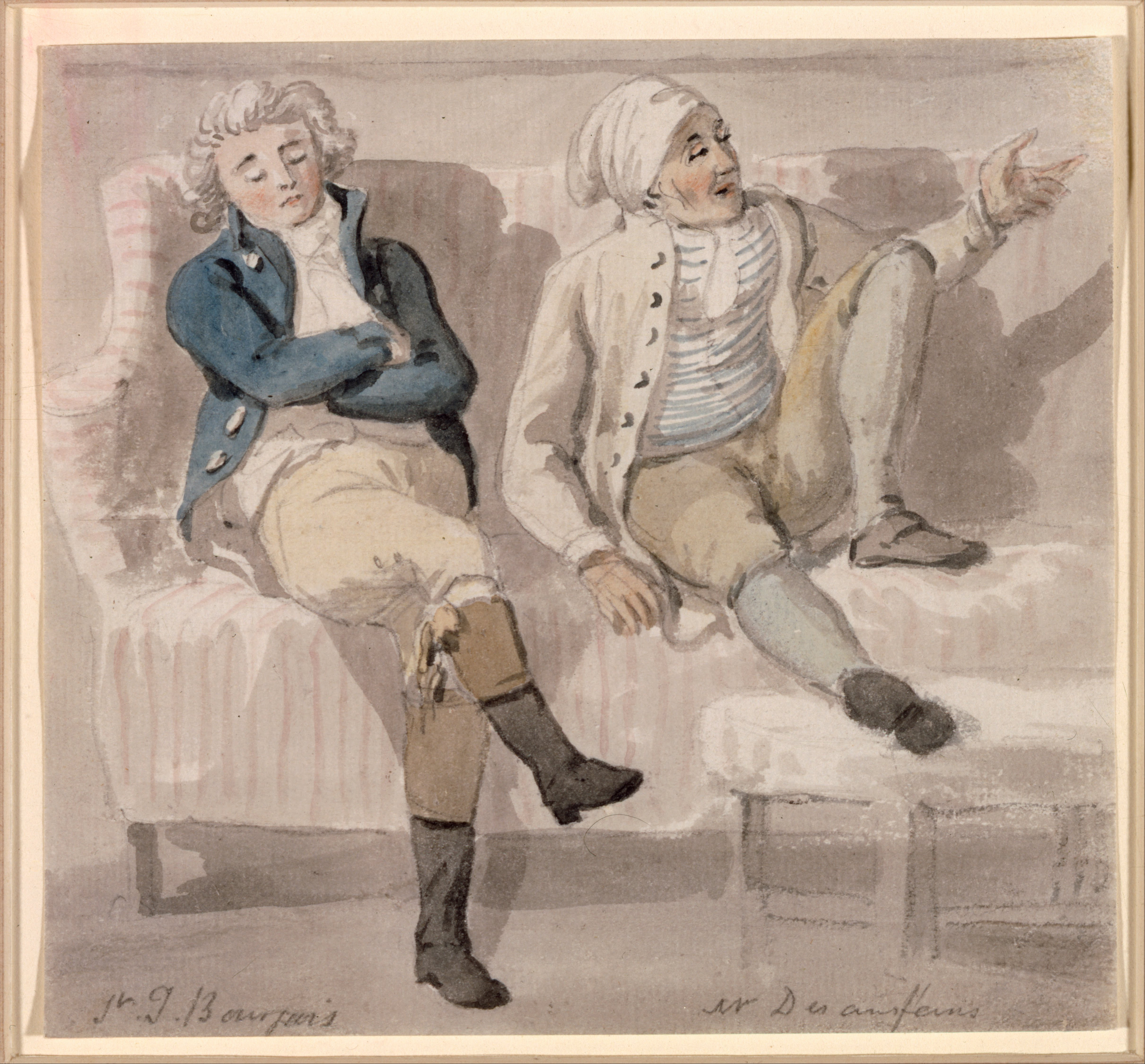
Francis Bourgeois und Noël Desenfans

Bourgeois war der Sohn eines Uhrmachers schweizerischer Herkunft in London. Spätestens seit 1776 – seinen eigenen Angaben nach schon seit 1766 – wurde er von dem aus Frankreich stammenden Kunsthändler Noël Desenfans (1744–1807) protegiert und in dessen Londoner Haushalt aufgenommen. Von da an bis zu seinem Tode wohnte Bourgeois mit seinem Gönner und dessen Ehefrau Margaret (geb. Morris; 1731–1813) zusammen.
Desenfans ließ Bourgeois von dem in London renommierten Maler Philipp Jakob Loutherburg d. J. (1749–1812) unterrichten. 1776 ermöglichte er seinem Protegé eine Grand Tour durch Frankreich, Holland, Italien und die Schweiz. Auch Desenfans Protektion verdankte Bourgeois 1793 seine Aufnahme als Mitglied in die Royal Academy of Arts. 1794 ernannt ihn der britische König Georg III. (1738–1820) zum königlichen Landschaftsmaler, nachdem er bereits 1791 den Titel eines Hofmalers am polnischen Hofe erhalten hatte.
Mit der Ernennung zum Hofmaler war auch die Erhebung in den Adelsstand verbunden, 1791 in den polnischen und 1794 in den englischen. Im Februar 1793 wurde er als ordentliches Mitglied der Royal Academy of Arts aufgenommen. Seit 1794 konnte sich Bourgeois mit dem Titel „Sir“ schmücken.
Bourgeois‘ Bedeutung liegt jedoch nicht in seiner Malerei, die heute weitgehend vergessen ist, sondern in seinen Erfolgen als Kunsthändler. Zusammen mit seinem Geschäftspartner Desenfans erhielt Bourgeois 1790 vom polnischen König Stanislaus II. August Poniatowski den Auftrag, eine Kunstsammlung für den polnischen Hof zusammenzustellen. Trotz der Wirren der Französischen Revolution und des damit verbundenen Ersten Koalitionskrieges reisten die beiden 1790–95 quer durch Europa und erwarben insgesamt 190 bedeutende Kunstwerke. Allerdings kam diese Sammlung nie nach Warschau, weil ihr Auftraggeber infolge der Dritten Polnischen Teilung abdankte und nicht mehr an der Sammlung interessiert war. Mit seinem Tode 1798 erlosch die letzte Hoffnung, die Gemälde übergeben und das dafür ausgegebene Geld – Desenfans selbst soll eine Summe von neuntausend Pfund genannt haben – zurückerstattet zu bekommen. Versuche, das Geld vom russischen Zaren zu erhalten, scheiterten ebenso wie der Plan, den er der britischen Regierung 1799 vorlegte, nämlich eine Nationalgalerie einzurichten. Auch eine Auktion 1802 erbrachte nicht die erwünschten Einnahmen.
Bourgeois und Desenfans waren jedoch im Kunsthandel so erfolgreich, dass sie diese Misserfolge finanziell verkraften konnten. Bourgeois erweiterte die Kollektion sogar noch um diverse weitere wertvolle Meisterwerke.
1807 starb Desenfans und hinterließ seiner Frau Margaret und Bourgeois gemeinsam sein Eigentum. Für die rund 350 Kunstwerke zählende Bildersammlung setzte er jedoch Bourgeois als Alleinerben ein.
Bourgois‘ Ziel war es, diese Sammlung der Öffentlichkeit zugänglich zu machen und sicherzustellen, dass sie nach seinem Tode nicht zerschlagen würde. Nach einem schweren Reitunfall Ende 1807 machte er sein Testament. Kinderlos und unverheiratet, setzte er Margaret Desenfans als Alleinerbin ein verbunden mit der Bedingung, dass nach ihrem Tode die Sammlung an das Dulwich College gehen solle. Für den Unterhalt der Sammlung hinterließ er 10.000 Pfund und weitere 2.000 Pfund für die Errichtung eines Gebäudes auf dem Gelände des Dulwich Colleges, das die Sammlung beherbergen sollte. Wenige Wochen darauf, am 8. Januar 1811 starb Bourgeois.
Margeret Desenfans wartete mit der Stiftung nicht erst bis zu ihrem eigenen Tode, sondern setzte Bourgeois’ Wille sofort in die Tat um. Sogleich nach seinem Tode gab sie den Bau des Gebäudes in Auftrag, das von den englischen Architekten Sir John Soane errichtet wurde. Als sich abzeichnete, dass die 2.000 Pfund nicht ausreichten, schoss sie Geld aus ihrem Privatvermögen dazu. Margaret erlebte nicht mehr die Eröffnung der Gemäldegalerie, sie starb 1813.
1815 wurden die sterblichen Überreste von Bourgeois sowie Noel und Margaret Desenfans in das Mausoleum überführt, das auf der Zentralachse der Dulwich Picture Gallery für ihre Gründer errichtet worden war.